# Papiestwo

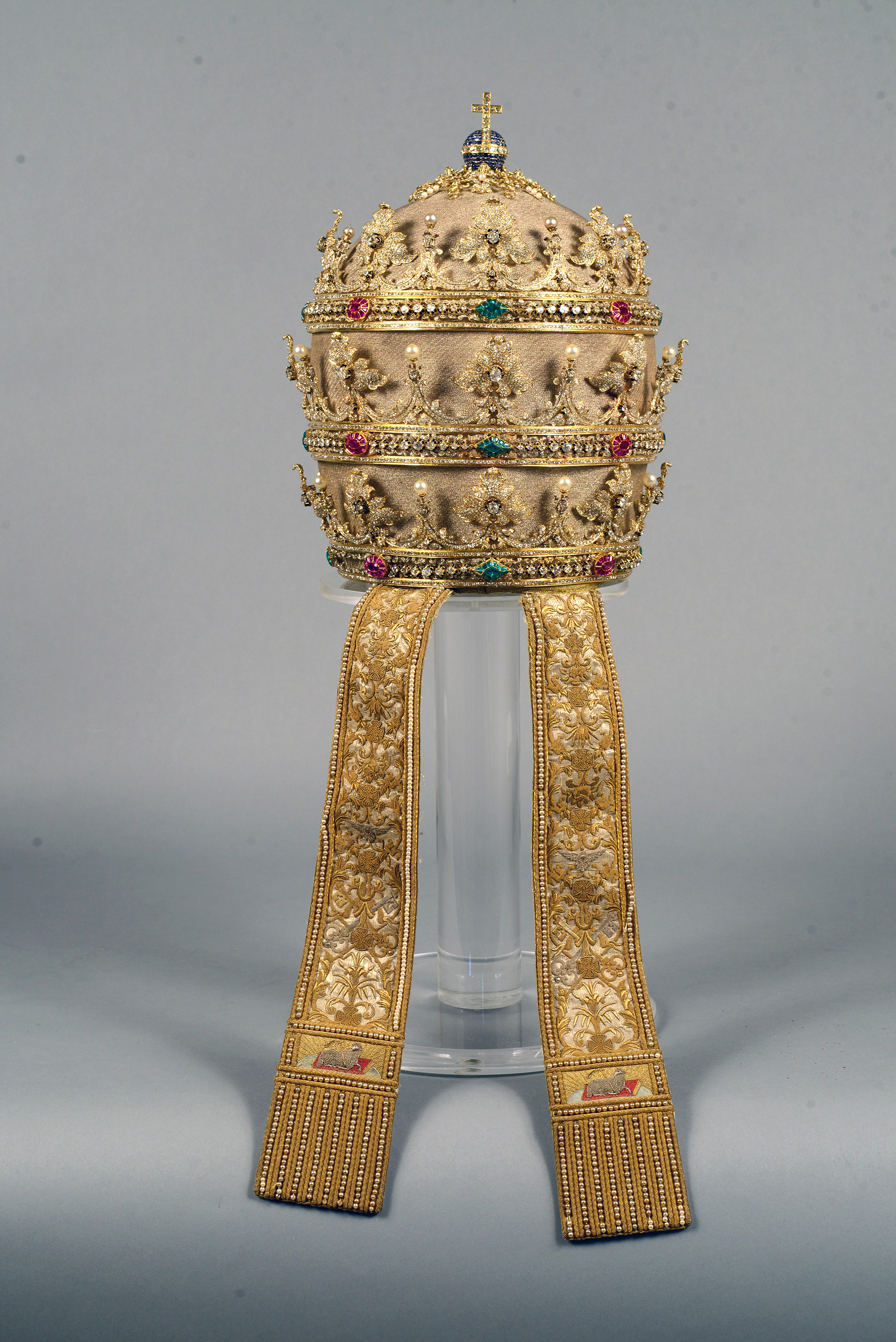
Tiara papieża Piusa IX

Papiestwo – instytucja najwyższej władzy w Kościele katolickim, sprawowana przez papieża, skupiającego scentralizowaną i absolutną władzę typu monarchicznego, tzw. prymat, sprawowaną bezpośrednio lub przez aparat administracyjny w postaci Kurii Rzymskiej, zajmującej się sprawami państwowymi Watykanu i sprawami religijnymi Kościoła.
Terytorium papiestwa do 1870 roku stanowiło Państwo Kościelne, a od 1929 roku – Watykan.